# Sophronica hirsuta
Sophronica hirsuta là một loài bọ cánh cứng trong họ Cerambycidae.